# Meki Megara
Meki Megara (Tetuán, 2 de marzo de 1933 - Tetuán, 11 de noviembre de 2009) fue un pintor marroquí, pionero en el mundo de las artes plásticas en Marruecos.

## Biografía
Nació en Tetuán (Marruecos) el 2 de marzo de 1933. Desde su infancia mostró un gran interés por las artes, en particular por la pintura, habiendo realizado su primera exposición a la temprana edad de 16 años. En 1952 comenzó su etapa de formación académica en la Escuela de Bellas Artes de Tetuán, escuela que fue fundada por su profesor Mariano Bertuchi. En 1955 se trasladó a España con el objetivo de seguir su formación en la Escuela Superior de Bellas Artes Santa Isabel de Hungría de Sevilla. Tras completar sus estudios en dicha escuela se trasladó a Madrid para continuar su formación en la Escuela Superior de Bellas Artes San Fernando de Madrid.
En 1960 terminó sus estudios y fue nombrado profesor de Pintura y de Perspectiva en la Escuela de Bellas Artes de Tetuán, donde se jubiló en 1992 dedicándose solo al campo de artes plásticas.
En 2007 fue nombrado miembro de la Real Academia de Bellas Artes de Cádiz.
Sus obras se hallan en colecciones privadas y oficiales en todo el territorio Marroquí, también en algunos países como: España, Francia, Italia, Estados Unidos, Túnez, Irak, Siria etc.
También figuran obras suyas en museos como el Museo do Pobo Galego (Depósitos de Obra del Centro Galego de Arte Contemporánea de Santiago de Compostela, e igualmente en el ex-Museo de Arte Contemporáneo de Tánger (Marruecos).
Participó en algunos congresos como el Primer congreso de artistas plásticos Árabes en Bagdad (Irak) 1973; y el de Damasco (Siria) en 1975.
El Banco de Marruecos utilizó varias piezas monetarias y de colección diseñadas por Meki Megara como:
- Pieza de Plata (El año Internacional de la mujer) Valor: 50 Dirhams, 1975.
- Pieza de Plata (La Marcha Verde) Valor: 50 Dirhams, 1977.
- Pieza de Plata (El año Internacional del Niño) Valor 50 Dirhams, 1979.
- Pieza de Plata (Organismo Mundial de Agricultura) Valor: 5 Dirhams, 1975.
- Pieza de Plata (9 de julio) Valor: 50 Dirhams, 1975.
- Pieza de Oro (9 de julio) Valor: 250 Dirhams, 1975.
- Pieza de Oro (9 de julio) Valor: 500 Dirhams, 1975.
- Pieza metálica (Industria Pesquera) Valor: 5 Centimos, 1974.
- Pieza metálica (Industria Agrícola) Valor: 10 Centimos, 1974.
- Pieza de Bronce y Níquel (Tema Agricultura) Valor: 5 Centimos, 1975.

## Exposiciones
Desde 1949 Meki Megara realizó varias exposiciones individuales y colectivas en Marruecos y en España, también participó en otras exposiciones colectivas Internacionales en el continente Europeo, Asiático, Africano y en el Americano.

### Exposiciones Individuales
| - 1962 : Galería Aux Belles Images. Rabat (Marruecos) - 1962 : Sala (Casino Municipal) Tánger (Marruecos). - 1963 : Sala (Bertuchi) Tetuán (Marruecos). - 1965 : Sala (Prado Ateneo) Madrid (España). - 1965 : Sala (Biblioteca Francesa) Tánger (Marruecos). - 1966 : Sala (Ateneo de Barcelona) Barcelona (España). - 1966 : XII Festival de España (Centro Hijos de Ceuta) Ceuta. - 1967 : Galería Nebli Madrid (España). - 1970 : Salón Rabat Hotel Hilton. Rabat (Marruecos). - 1973 : Galería Griffe e Escoda. Barcelona (España). - 1996 : Galería E. Delacroix. Tánger (Marruecos). - 1997 : Galería Escuela de Artes Nacionales (Bab-Alhocla). Motivo: Homenaje a Meki MEGARA. Tetuán (Marruecos). - 2000 : The Lawrence-Arnott Art Gallery. Acuarelas y Pinturas Mixtas en Pequeña Dimensión, Tánger (Marruecos). - 2002 : Galería Bab Rouah. Retrospectiva Meki Megara. Rabat (Marruecos). - 2002/03 : Sede de la Sociedad General Marroquí de Bancos, "Retrospectiva Meki Megara". Casabalanca (Marruecos). - 2011 : Exposición homenaje con motivo de la inauguración de la Galería "Meki Megara". Tetouan (Marruecos). - 2011/2012 :La Fundación ONA rinde homenaje a Meki Megara. Rabat (Marruecos). - 2011/2012 :La Fundación ONA rinde homenaje a Meki Megara. Casablanca (Marruecos). - 2013 : Galería L’Atelier 21. Casablanca (Marruecos). |

### Exposiciones Colectivas
| - 1949 : Exposición Estudiantes de Tetuán (Marruecos). - 1957 : Exposición Palacio Mudéjar. Sevilla (España). - 1958 : Sala de Ouidaya Artes Marroquíes. Rabat (Marruecos). - 1958 : Premio Paisaje (La Rábida) Huelva (España). - 1960 : 1ª Premio Salón de Invierno en Marruecos, Marrakech (Marruecos). - 1963 : III Bienal de París (Francia). - 1964 : Encuentro Internacional de Pintores de Ouidaya. Rabat (Marruecos). - 1965 : Mil Años de Arte Marroquí, Galería Chapentier. París (Francia). - 1965 : Palacio del Cristal. Madrid (España). - 1965 : IV Bienal de París, París (Francia). - 1965 : Salón de Mayo. Barcelona (España). - 1966 : Festival d’Arts Nègres Dakar (Senegal). - 1967 : 6 Pintores de Tetuán: Sala Sta. Catalina Ateneo. Madrid (España). - 1967 : Galardón especial en el XI Salón de Mayo Barcelona (España). - 1967 : Exposición Internacional. Montreal (Canadá). - 1967 : V Bienal de París, París (Francia). - 1967 : Premio de Honor (Exposición de Pintores de Tetuán), consulado español, Tetuán (Marruecos). - 1967 : Artes de Marruecos de hoy en día. Argel (Argelia). - 1969 : Pintores Figurativos de España hoy en día (San Diego) California y (San Luis, Missouri) (USA) . - 1974 : 1ª Bienal Panárabe. Bagdad (Irak). - 1974 : Galería Structure (Belkahia, K. Benani, Ben Cheffaj, Megara). Rabat (Marruecos). - 1975 : Exposición Palestina Bab Rouah Rabat (Marruecos). - 1976 : IIª Bienal Árabe Rabat (Marruecos). - 1980 : Semana Cultural Marroquí Bonn (R.F.A) (Alemania). - 1980 : Fundación Miro. Barcelona (España). - 1981 : 6 Pintores Marroquíes (ISPAHN) Madrid (España). - 1982 : Concurso Internacional de Escultura sobre Nieve, Carnaval de Quebec (Canadá). - 1988 : V Encuentro Hispano Árabe de Arte, Almuñecar (España). - 1988 : La Pintura Marroquí (Wafabank) Casablanca (Marruecos). - 1988/89 : 29 Pintores de Marruecos. El Cairo y Alejandría (Egipto). - 1989 : Fondo Monetario Internacional y 5 Marroquíes, Washington. Boston (USA). - 1989 : Pintores Marroquíes Contemporáneos. Centro Cultural (Conde Duque) Madrid (España). - 1990 : Pintura Marroquí, Contemporáneo Damasco (Siria). - 1990 : Pinturas Magrebíes (Wafabank) Casablanca (Marruecos). - 1990 : Pinturas Magrebíes (Wafabank) Argel (Argelia). - 1990 : Pinturas Magrebíes (Wafabank) Túnes (Túnes). - 1990 : Pinturas Magrebíes (Wafabank) Tripoli (Libia). - 1990 : Pinturas Magrebíes (Wafabank) Nuakchott (Mauritania). - 1990 : Ibn al Arabe, Semana Cultural Árabe, Granada (España). - 1990 : Casino de Murcia, Murcia (España). - 1990 : Tres Maestros de la Pintura Marroquí Meki Megara, Ben Cheffaj et Ben Yessef , galería Flandria, Tánger (Marruecos). - 1991 : Galería de arte Flandria –Arte Gráfico (Hispano-Marroquí) Tánger (Marruecos). - 1991 : Galería Jan el Jalili –Arte Gráfico (Hispano-Marroqui), Sevilla (España). - 1991 : Galería Bertuchi Homenaje al Artista desaparecido Al Fajar, Tetuán (Marruecos). - 1991 : Galería Bab Rouah (Por víctimas de Irak) Rabat (Marruecos). - 1991 : Galería Bab Rouah (A.S. F..A.R) Rabat (Marruecos). - 1992 : Exposición Universal, Sevilla (España). - 1992 : Galería Bertuchi, Homenaje Bertuchi, Tetuán (Marruecos). | - 1992 : 6 Pintores de Tetuán, Tetuán (Marruecos). - 1993 : Homenaje al Pintor Abbes Saladi, Casablanca (Marruecos). - 1994 : Profesores de la Escuela de Tetuán, Granada (España). - 1994 : Tres Maestros de la Pintura Marroquí, Marina Smir (Tetuán) (Marruecos). - 1994 : Pintores de la escuela de Tetuán, galería Fakhar, Instituto de bellas artes de Tetuán, Tetuán (Marruecos). - 1996 : Arte Sur. “Feria Internacional de Arte” , Granada (España). - 1996 : Exposición (Museo do Pobo Galego) “Carlos Aréan a Doazón dun Coleccionista”, Santiago de Compostela (España). - 1997 : Galería Bab-Rouah, Exposición con motivo del Reencuentro Árabe y Mediterráneo, Rabat (Marruecos). - 1997 : Exposición Plástica de vanguardias en la colección Carlos Aréan. Casa de Galicia, Madrid (España). - 1998 : Galería Flandria, Rotary Internacional, Tánger (Marruecos). - 1999 : Luces y colores de Marruecos en Lima(Sala de exposiciones Museo Pedro de Osma), Lima (Perú). - 1999 : Exposición Homenaje a tres grandes: Ben Cheffaj, Meki Megara y Martín Prado. Espace Al Wacetey, Casablanca (Marruecos). - 1999 : Exposición de Otoño (Artistas Marroquíes en París), Paris (Francia). - 2000 : Pintores de Tetuán Museo de Almería (España). - 2000 : Nueve Discípulos de BERTUCHI, Instituto de Bellas Artes, Tetuán (Marruecos). - 2001 : Pintores de Tetuán galería Dar-Sanha (Bab-Alhocla) Tetuán (Marruecos). - 2001 : Dos generaciones de la escuela de Tetuán, Megara, Cheffaj, Bouzid y Marin, galería de la casa del ministerio de cultura, Chefchawen (Marruecos). - 2001 : Génesis del arte contemporáneo marroquí, galería del centro Hassan II, Arcila (Marruecos). - 2001 : 40 obras de arte, galería Made In Art, Rabat (Marruecos). - 2001 : 14 Pintores de la escuela de Tetuán, galería Dar-Sanha (Bab-Alhocla), Tetuán (Marruecos). - 2004 : Pintura de Tetuán, Puerto Banús – Marbella (España). - 2004 : Nítida Claridad, Pintores Marroquíes Formados en España, Tétouan – Fès – Casablanca -Tanger -Rabat (Marruecos). - 2004 : "Sculpture plurielle", Société Générale Marocaine de Banques, Casablanca (Marruecos). - 2005 : Estampa-Traits, Mexico-Brasil. - 2005 : Homenaje á Saad Ben Cheffaje, Galería Kabila, Tetuán (Marruecos). - 2005 : Moussem Cultural International d'Assilah, Arcila (Marruecos). - 2005 : Artistas de las dos orillas, Centro de la Asociación Tetuán-Asmir, Tetuán (Marruecos). - 2005: 1º Festival Internacional de Arte y Literatura de Marrakech, Palais de la Bahia, Marrakech (Maroc). - 2006 : Homenaje á Matin Prado, Centro Culturel Al-Andalus, Martil (Tetuán), (Marruecos). - 2006 : Exposición Genap (La Grande Exposition Nationale des Arts Plastiques), Cathédrale Sacré-Cœur, Casablanca (Marruecos). - 2006 : Exposición du Nord, Galería Linéart, Tánger (Marruecos). - 2007 : Exposición (Genap) Expo-Nationale Bad-Rouah Rabat (Marruecos).. - 2007 : Exposición Escuela de Tetuán 50 Años de Reflexión (BEN CHEFFAJ, MEKI MEGARA, ATAALLAH, AHMED AMRANI), Museo de Ceuta. - 2007-2008 : Exposición Convergences-Espace d’art Societe Generale Casablanca (Marruecos). - 2008 : Homenaje a Meki Megara y Saad Ben Seffaj con la participación de diez artistas de la escuela de Tetúan (organizada por la asoción Tetúan Asmir) Sala Bertuchi, Tetúan (Marruecos). |

## Familia
Mujer:
- NorChems Ismael

Hijos:
- Mounia Mghara
- Kamal Mghara
- Dyaa Mghara
- Naoufal Mghara
- Manaf Mghara

## Enlaces
- Web Oficial de Meki Megara

- Datos: Q1757984
- Multimedia: Meki Megara / Q1757984